# Мариенвердер (административный округ)
Административный округ Мариенвердер (нем. Regierungsbezirk Marienwerder) — административно-территориальная единица второго уровня в Пруссии, существовавшая в 1815—1919 годах. Один из двух округов провинции Западная Пруссия. Сегодня территория бывшего округа целиком расположена в Польше.

## Положение
На севере округ граничил с округом Данциг провинции Западная Пруссия, на востоке — с провинцией Восточная Пруссия и Польшей, на юге — с прусской провинцией Позен, на западе — с прусскими провинциями Бранденбург и Померания. Административный центр округа располагался в городе Мариенвердер (ныне Квидзын).

## История
Мариенвердерский округ был образован в 1815 году в ходе административной реформы, проведённой в Пруссии после Венского конгресса. В 1820 году на территории округа были образованы районы: Флатов, Грауденц, Кониц, Дойч-Кроне, Кульм, Лёбау, Мариенвердер, Розенберг, Шлохау, Швец, Штрасбург, Штум и Торн. В 1875 году из района Кониц был выделен район Тухель. В 1887 году был образован район Бризен из частей районов Грауденц, Кульм, Штрасбург и Торн. В 1900 году города Грауденц и Торн были выделены из одноимённых сельских районов и получили статус городских районов.
В 1820 году население округа Мариенвердер составляло 379 062 человек. В последующие годы наблюдался высокий рост населения. В 1850 году в округе проживало уже 630 405 человек, а в 1905 году — 932 434 жителей.
По решениям Версальского договора основная часть мариенвердерского округа была 1 января 1920 года передана в состав Польши для создания «польского коридора», в результате чего округ прекратил своё существование. При этом районы Бризен, Кульм, Швец, Штрасбург-ин-Вестпройсен, Торн-Ланд и Тухель, а также города Грауденц и Торн целиком перешли Польше. Также Польше были переданы части районов Флатов, Грауденц-Ланд, Кониц, Лёбау, Мариенвердер, Розенберг-ин-Вестпройсен и Шлохау.
Остатки района Грауденц-Ланд были разделены между районами Мариенвердер и Розенберг-ин-Вестпройсен, в последний также вошли остатки района Лёбау. Район Штум целиком остался в составе Пруссии. Эти три района вместе с оставшимися территориями бывшего округа Данциг вошли в состав нового административного округа Западная Пруссия, который был включён в состав провинции Восточная Пруссия.
Остатки районов Флатов, Кониц и Шлохау, а также целиком сохранившийся район Дойч-Кроне перешли в состав новой провинции Позен-Западная Пруссия.

## Административное деление
Полный список всех районов округа (1815—1920) с указанием их районных центров:
- Городские районы
  - городской район Грауденц (выделен в 1900)
  - городской район Торн (выделен в 1900)
- Сельские районы
  - район Бризен (выделен в 1887), адм. центр — Бризен
  - сельский район Грауденц, адм. центр — Грауденц
  - район Дойч-Кроне, адм. центр — Дойч-Кроне
  - район Кониц, адм. центр — Кониц
  - район Кульм, адм. центр — Кульм
  - район Лёбау, адм. центр — Любава
  - район Мариенвердер, адм. центр — Мариенвердер
  - район Розенберг, адм. центр — Розенберг-ин-Вестпройсен
  - сельский район Торн, адм. центр — Торн
  - район Тухель (выделен в 1875), адм. центр — Тухель
  - район Флатов, адм. центр — Флатов
  - район Шлохау, адм. центр — Шлохау
  - район Швец, адм. центр — Швец-ан-дер-Вайксель
  - район Штрасбург, адм. центр — Штрасбург-ан-дер-Древенц
  - район Штум, адм. центр — Штум

## Главы округа
Главой округа в Пруссии являлся «регирунгспрезидент» (нем. Regierungspräsident). В разные годы во главе Мариенвердерского административного округа стояли:
| 1814—1823: Теодор Хиппель младший (1775—1843) 1823—1825: Йоханн Карл Роте (1771—1853) 1825—1830: Эдуард фон Флоттвел (1786—1865) 1830—1850: Якоб фон Норденфлюхт (1785—1854) 1850—1875: Бото Генрих цу Ойленбург (1804—1879) | 1875—1881: Адальберт фон Флоттвел (1829—1909) 1881—1891: Кристиан Юлиус фон Массенбах (1832—1904) 1891—1901: Карл фон Хорн (1833—1911) 1901—1905: Эрнст фон Ягов (1853—1930) 1905—1920: Карл Шиллинг (1858—1931) |